# USATC S160
USATC S160 — военные паровозы типа 1-4-0, выпускавшиеся американскими заводами для поставок на экспорт по ленд-лизу. Эксплуатировались во множестве стран Европы, Африки, Азии, в том числе и в Советском Союзе, а также в самих США. В СССР данные паровозы получили обозначение серии ША (Ш американский).

## Паровозы ШАна советских железных дорогах
Во время Второй мировой войны на советских железных дорогах возникла острая необходимость пополнения локомотивного парка. Советские заводы были ещё не готовы для массового выпуска паровозов и тогда в 1943 году был выдан большой заказ американским заводам ALCO и Baldwin на изготовление паровозов серии Е (поставлялись на российские железные дороги ещё во время Первой мировой войны). Однако американские заводы не могли сразу начать их производство, из-за загрузки прочими военными заказами (в том числе и танками). Тогда для быстрого пополнения паровозного парка, был выдан заказ на изготовление 150 паровозов (позже заказ был увеличен до 200 паровозов) типа 1-4-0 с условием, что их изготовление будет закончено до конца этого года. Также одним из условий было то, чтобы у паровоза был минимальный габарит, что позволяло их эксплуатировать на любых железных дорогах мира.
В качестве прототипа был взят паровоз типа 1-4-1, который американские заводы строили в 1918 году для железных дорог Франции. Новые локомотивы относились к так называемым военным паровозам («паровозы без роскоши») — паровозы, построенные с минимальным количеством цветных металлов (в основном бронзы). Помимо материалов, эти паровозы отличались от обычных ещё и более простой, но прочной конструкцией, а при их изготовлении допуски размеров были более свободными. таким образом их производство было дешевле и быстрее. Всего с октября по декабрь 1943 года американские заводы выпустили 200 паровозов типа 1-4-0. На советских железных дорогах эти паровозы получили обозначение серии Ша, что означало: паровоз эквивалентен паровозу серии Ш, но построен на американских заводах. Паровозы завода Baldwin получили номера № 1—90, завода ALCO — № 91—200. Эксплуатировались на Октябрьской, Белорусской, Приволжской, Эстонской и Казанской железных дорогах.
В 1957 году 50 паровозов переделали на колею 1067 мм и отправили для работы на Сахалинскую железную дорогу.